# Universal Music Publishing Group
Universal Music Publishing Group (UMPG) es una editorial musical norteamericana y forma parte de Universal Music Group. Anteriormente se conocía como MCA Music Publishing hasta que se fusionó con PolyGram.
Universal Music Publishing es la segunda editorial de música más grande del mundo, detrás de Sony Music Publishing. El catálogo de UMPG consta de más de tres millones de canciones, con oficinas en más de 30 países.

## Historia
En 1998, Seagram adquirió PolyGram por 10.4 millones de dólares. El negocio musical de PolyGram se fusionó con MCA Records de Seagram. La fusión se llevó a cabo en enero de 1999, formando una nueva empresa llamada Universal Music Group. La fusión también incluyó a los editores musicales de ambos sellos discográficos. El catálogo de PolyGram incluía Dick James Music, Welk Music, Cedarwood Publishing y Sweden Music. MCA llevaba en el negocio de la edición musical desde 1964, cuando adquirió Leeds Music, de Lou Levy.
En agosto de 2000, UMPG adquirió Rondor Music a Herb Alpert y Jerry Moss por unos 400 millones de dólares. La compra incluía las antiguas ramas editoras de música de A&M Records, I.R.S. Records, Stax Records y Shelter Records, así como Sea of Tunes. La compra añadió 60 000 derechos de autor a la biblioteca de Universal.
En 2006, Universal Music Publishing Group adquirió BMG Music Publishing a Bertelsmann Music Group por 1630 millones de euros, por aquel entonces el tercer mayor grupo editorial del mundo, lo que convirtió a Universal Music en la mayor editorial musical del mundo. Incluía los catálogos de Éditions Durand y Casa Ricordi y las antiguas ramas de edición musical de Benson Records y Zomba. Como parte de la adquisición de BMG Music Publishing, Universal vendió los catálogos de Zomba UK (y los derechos europeos de Zomba USA), Rondor UK, 19 Music y BBC a una nueva empresa llamada Imagem (ahora parte de Concord Music Publishing).
El 7 de mayo de 2013, UMPG adquirió la editorial musical estadounidense Criterion Music Corporation.
El 1 de enero de 2015, Jody Gerson fue nombrada presidenta y consejera delegada de Universal Music Publishing Group, convirtiéndose en la primera mujer en dirigir una gran empresa de edición musical. El 3 de diciembre de 2015, fue nombrada Ejecutiva del Año por la revista Billboard en su edición Women in Music. Sony/ATV Music Publishing superó a Universal Music Publishing como la mayor editorial musical del mundo en 2013 tras adquirir EMI Music Publishing.